# Numida meleagris
La faraona mitrata, più nota popolarmente come gallina faraona, anche faraona comune, gallina di Numidia o gallina di Faraone  (Numida meleagris [Linnaeus, 1758]), è un uccello galliforme della famiglia dei Numididi, diffuso allo stato selvatico soprattutto nell'Africa settentrionale. È l'unica specie del genere Numida. Per la prelibatezza delle sue carni, è stato importato in Europa, Medio Oriente e nelle Americhe, dove è stato introdotto sia come animale da allevamento, sia, in misura minore, come selvaggina.

## Descrizione

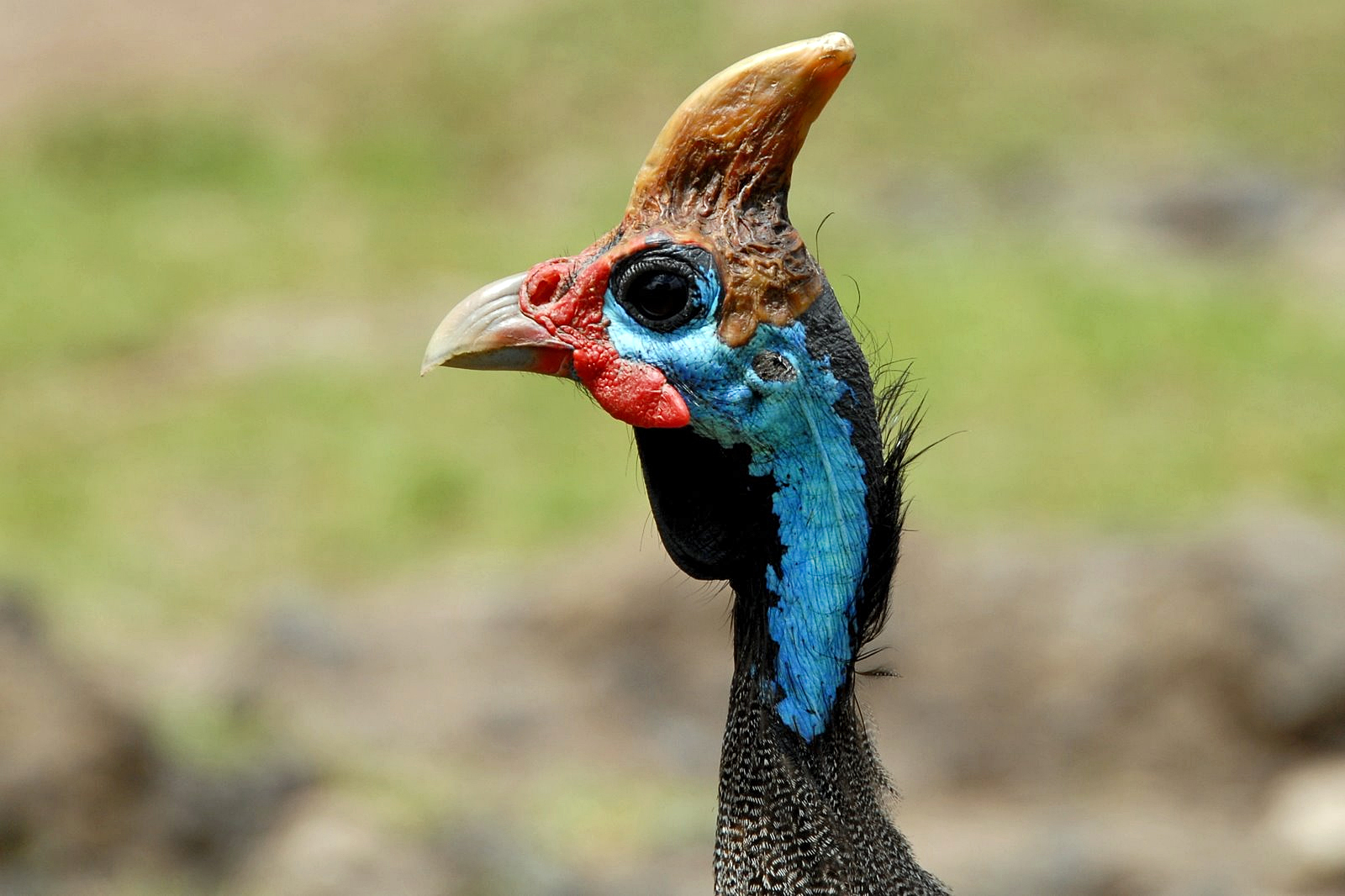
Maschio di faraona mitrata.

È un uccello di taglia medio-grande, la cui lunghezza si aggira sui 55–60 cm; per il portamento e le abitudini ricorda la più nota gallina comune, pur distinguendosene per diversi caratteri. Il piumaggio della forma selvatica e di molte varietà domestiche, molto caratteristico, si compone di un fondo nero o grigio ardesia scuro uniformemente punteggiato di bianco, con sfumature lilla sul petto, che è privo di macchie; il colore è inoltre brunastro sulle penne remiganti, con il vessillo esterno striato di bianco.
Non mancano tuttavia varietà grigio chiaro (dette "azzurre"), rosato-violacee uniformi ("lilla"), beige isabelline ("camosciate") e altre combinazioni. Nonostante l'alta variabilità cromatica, l'aspetto di base di tutte le varietà domestiche è comunque molto meno distante dalla forma originaria di quanto non accada con molte razze di gallina comune. Caratteristica specifica della faraona mitrata, da cui deriva il suo nome, è la presenza, sul vertice, di un grande e solido casco corneo che ricorda, per la forma, una mitra episcopale; tipiche sono anche le caruncole presso gli angoli del becco e la cute del capo quasi nuda, di colore azzurrino e coperta solo da rade piume filiformi. Le iridi sono marrone scuro, il becco rosso con punta gialla, le zampe, infine, mostrano un colore grigio lavagna sporco.

## Distribuzione e habitat
In origine l'area di diffusione dei Numididi era limitata all'Africa (compreso il Madagascar), ma questi uccelli furono introdotti in Europa come gallinacei domestici già nell'antichità e in tempi più recenti anche nelle Americhe. Nel Nuovo Mondo si sono acclimatati talmente bene che si possono incontrare spesso allo stato brado. Popolano in particolare l'Africa subsahariana e il Marocco.
Le singole specie si adattano a quasi tutti gli ambienti, sia in Africa sia nei paesi in cui sono ospiti, e si incontrano sia nelle foreste sia nelle praterie, sia nelle steppe, nelle boscaglie come nelle zone semidesertiche.

## Biologia

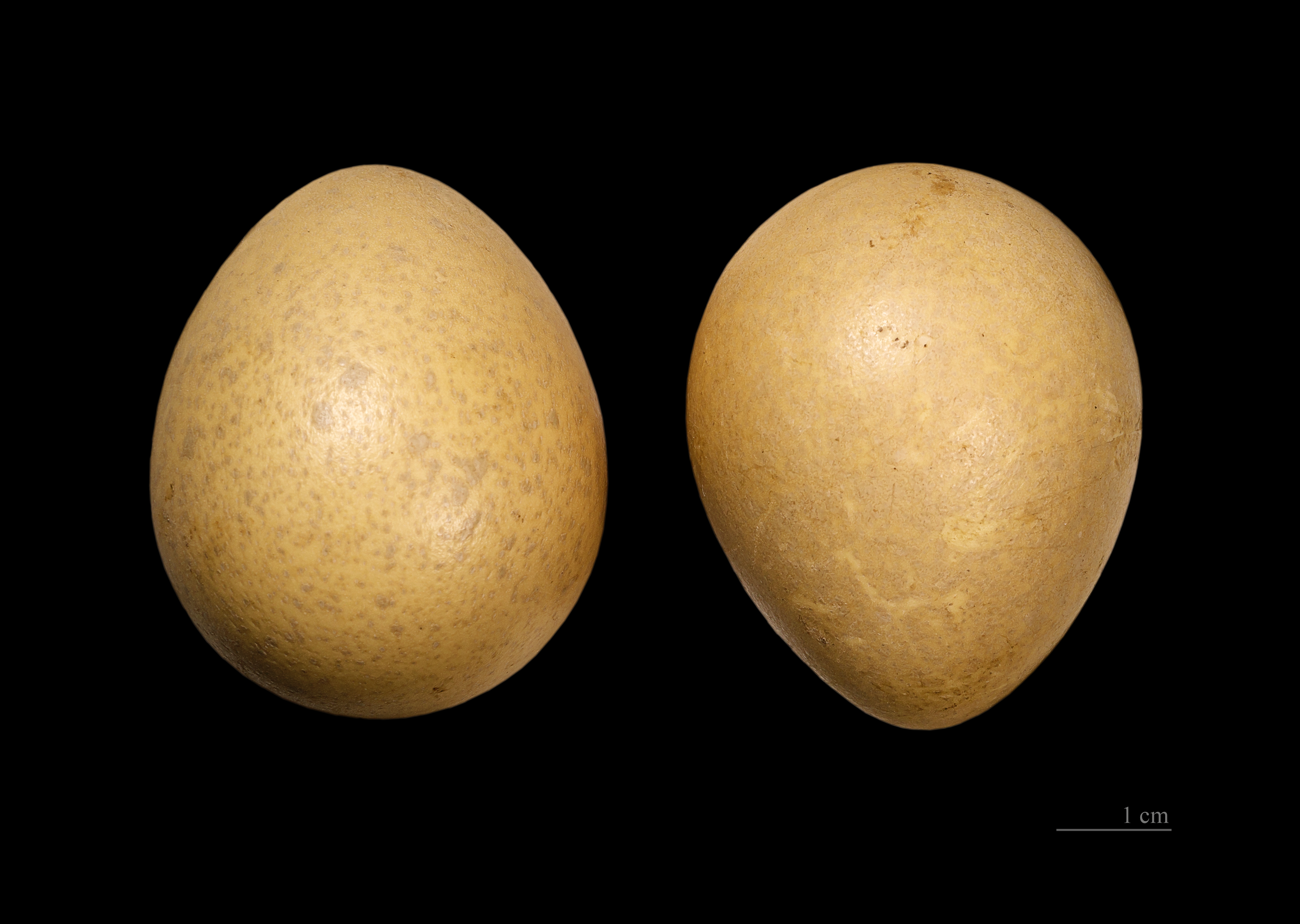
Uova di Numida meleagris

Compaiono in unità familiari e in cospicue bande; sono dunque molto gregari, e vivono in monogamia. I nidi consistono in conche scavate nel terreno e imbottite con scarsa cura. La covata comprende da 5 a 8 uova dal guscio duro e lucido; sono di colore bianco-giallino sporco, e la femmina le incuba per 25 giorni, mentre il maschio fa fedelmente la guardia. Per dormire si appollaiano. I Numididi addomesticati hanno bisogno di un ampio pollaio e di molta libertà; si azzuffano spesso con gli altri polli e si dimostrano aggressivi.

## Allevamento
Le faraone addomesticate hanno abitudini alimentari praticamente identiche al pollo. Per ottenere una migliore qualità delle carni, tuttavia, è preferibile che siano libere di razzolare in ampi spazi erbosi. 
Pur essendo prevalentemente monogame, nell'allevamento familiare è frequente trovare gruppi di 5-6 femmine governate da un solo maschio, il che rende la conduzione dell'allevamento ancora più simile al pollaio di galline; tuttavia una grande differenza si riscontra nella deposizione delle uova: contrariamente alle galline, infatti, le femmine di faraona non sono solite deporre in un nido comune costruito ad arte, ma scelgono siti di nidificazione solitari sul terreno, comportamento simile alle femmine di fagiano. Questa differenza comportamentale rende più difficile la raccolta delle uova per scopo alimentare o per l'incubazione.
Le razze più comuni per l'allevamento da carne di questo volatile sono la grigia e la paonata o violetta. In entrambe queste razze, il maschio è mediamente più piccolo e leggero della femmina (la differenza è circa mezzo chilogrammo). 
Le uova di faraona sono piccole se confrontate a quelle di gallina, tuttavia contengono una quantità tripla di vitamina A.

### Razze
- Bianca selezione tedesca
- Azzurra Ghigi
- Bluetta o blu lavanda
- Camosciata
- Fulvetta o camosciata a perlatura ridotta
- Grigia comune
- Lilla o grigio perla

- Paonata o violetta
- Bianca albina o bianca neve
- Grigia dissimile
- Isabella
- Mosaico
- Pezzata
- Volturina[5]

## Ibridi
La gallina faraona può dar luogo a ibridi con il pavone (Numida meleagris × Pavo cristatus).

## Gastronomia

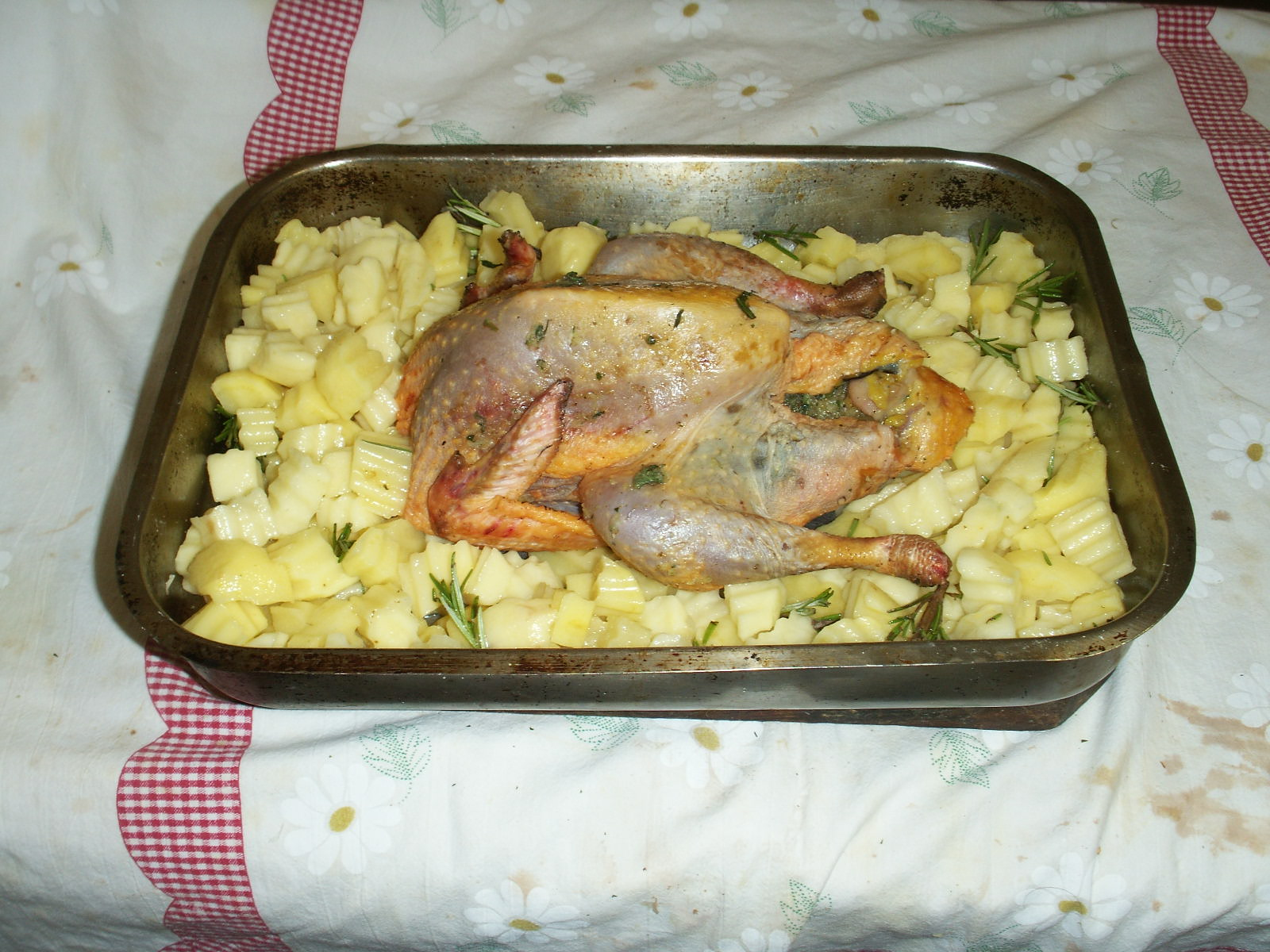
Faraona con patate pronta per essere infornata

La gallina faraona può essere cotta al forno con le patate e insaporita con spezie e aromi, come alloro, salvia, aglio, scalogno, menta, pepe, coriandolo o altri miscugli comprendenti ginepro, timo e rosmarino o aromi esotici come curry, zenzero e pimento.
In Toscana è solito cucinare la faraona in casseruola con conserva di pomodoro e olive nere. Un’altra variante della cucina toscana è la faraona al forno con l’aggiunta di finocchio selvatico, di nepetella e un pizzico di rosmarino selvatico. Una specialità storica di cucina piacentina è la faraona arrosto.